# Mauro Baldi
Mauro Baldi (ur. 31 stycznia 1954 roku w Reggio Emilia) – włoski kierowca wyścigowy.

## Kariera

### Początki kariery
Karierę rozpoczął od rajdów w 1972 roku. W 1975 przeniósł się do wyścigów i wystartował w pucharze Renault 5 Eurocup. W 1977 roku zdobył tytuł mistrzowski tej serii. Po tym sukcesie swoją karierę skierował w pojazdy o otwartym nadwoziu. Włoch bardzo szybko zaczął osiągać sukcesy, zwyciężając m.in. w prestiżowym Grand Prix Monako Formuły 3 w 1980 roku oraz w Europejskiej Formule 3 rok później.

### Formuła 1
W Formule 1 zadebiutował w 1982 w brytyjskim zespole Arrows. W całym sezonie czterokrotnie nie zdołał zakwalifikować się do wyścigów, ale zdobył łącznie dwa punkty, w wyścigach o Grand Prix Holandii oraz Grand Prix Austrii. Dwa punkty dały w ostatecznej klasyfikacji 25. miejsce.
W 1983 roku przeniósł się do Alfa Romeo. Konstrukcja bolidu okazała się dość szybka, ale za to bardzo awaryjna, czego konsekwencją było tylko sześciokrotne ukończenie wyścigów przez Francuza. Tak jak w przypadku poprzedniego sezonu, Baldi dwukrotnie został sklasyfikowany w strefie punktowej (szóste miejsce podczas Grand Prix Monako oraz piąte podczas Grand Prix Holandii). Dzięki trzem punktom został sklasyfikowany na najlepszej w karierze 15. pozycji.
Po tym, jak firma Benetton stała się sponsorem włoskiej ekipy, zespół zrezygnował z usług Mauro. Podpisał więc kontrakt z niedofinansowaną brytyjską stajnią Spirit Racing (był jej jedynym kierowcą). Słaby i awaryjny bolid nie pozwolił mu jednak na zdobycie punktów. Po tym, jak nie zakwalifikował się do Grand Prix Monako, został zastąpiony przez Holendra Huuba Rothengattera, który wniósł ze sobą bogatego sponsora. Do kokpitu powrócił na dwie ostatnie rundy po tym, jak Huub nie był już w stanie opłacić dalszych startów. Ponownie jednak nie zdobył punktów.
Rok 1985 był dla niego ostatnim w brytyjskim zespole oraz ostatnim w F1. Pomimo ogromnych problemów finansowych ekipa z Baldim postanowiła wystartować. Niestety, po trzech nieukończonych wyścigach, stajnia była zmuszona wycofać się z mistrzostw, pozostawiając w konsekwencji Włocha bez pracy. Po tym sezonie nie znalazł już dla siebie miejsca w Formule 1.

### Po Formule 1
Po nie do końca udanej karierze w F1, Baldi postanowił zaangażować się w wyścigi samochodów sportowych oraz długodystansowych. Osiągnął w nich znaczące sukcesy, m.in. mistrzostwo świata w wyścigach pojazdów sportowych w 1990 roku, oraz zwycięstwo w 24h Le Mans w 1994 roku. Poza tym triumfował w 12h Sebring (1998) oraz dwukrotnie w 24h Daytona (1998 i 2002).